# Union der Thrakischen Verbände

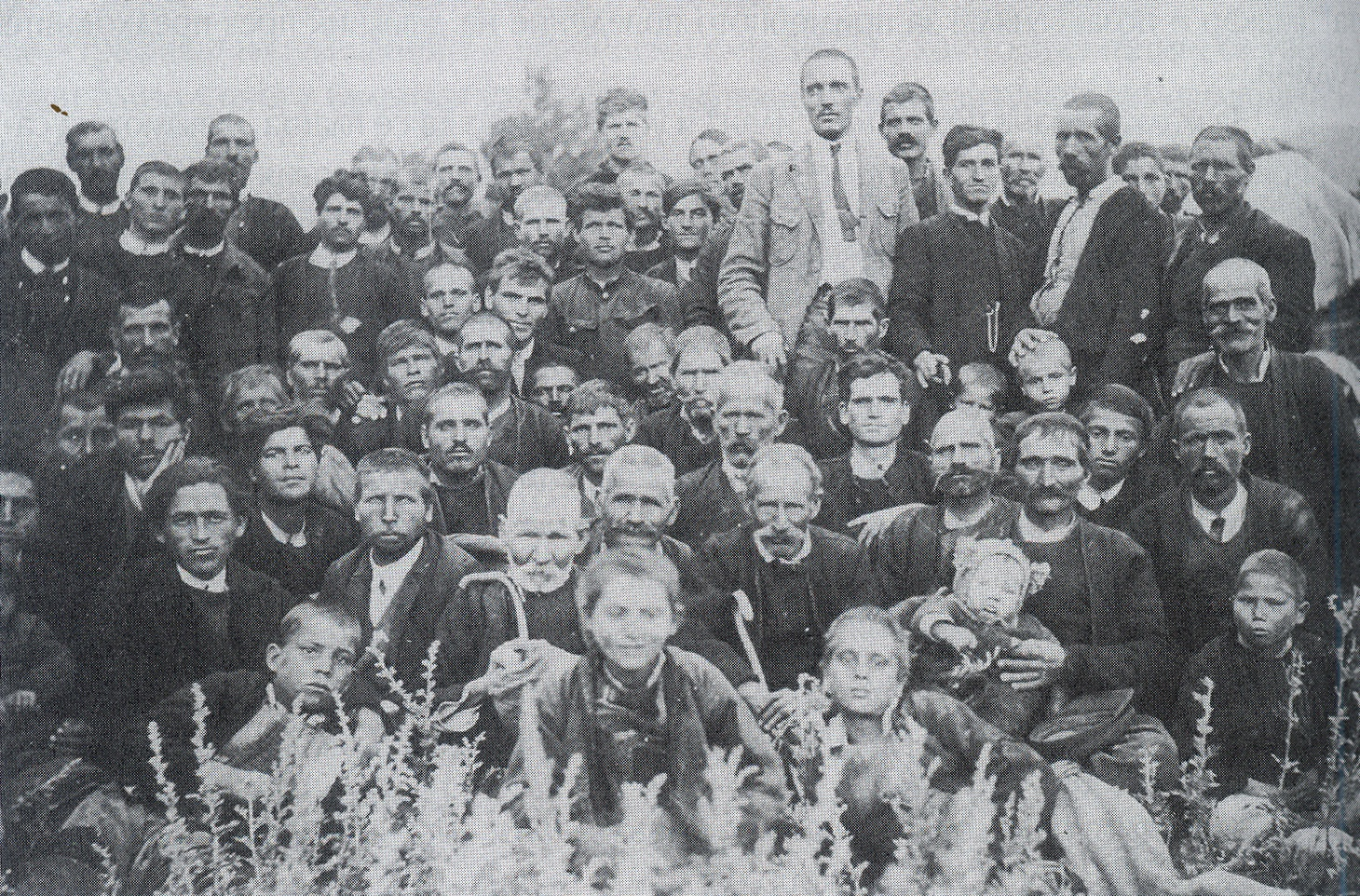
Thrakische Bulgaren aus Demir Hisar, bei Didymoticho (1913)

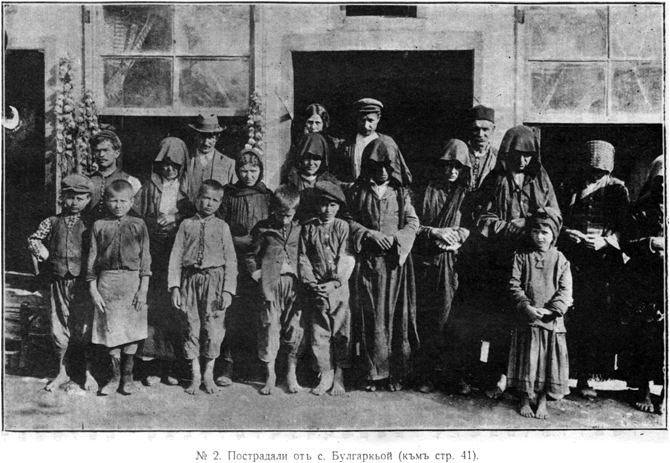
Thrakische Bulgaren aus Bulgarköy (1925, heute Yenimuhacir)

Union der Thrakische Verbänden (kurz UdTV, bulgarisch Съюз на тракийските дружества в България) ist der Dachverband der bulgarischen Vertriebenenverbände in der Rechtsform eines eingetragenen Vereins. Er erhebt den Anspruch, die Interessen der von Flucht, Vertreibung und Aussiedlung betroffenen Bulgaren aus Ost-, und Westthrakien – unabhängig von einer Mitgliedschaft – wahrzunehmen. Laut der UdTV leben heute in Bulgarien etwa 1,5 Millionen thrakische Vertriebene und direkte Nachfahren. Präsident des UdTV ist seit 11. Mai 2011 der Politiker Krassimir Premjanow (BSP).
Die UdTV wurde auf einem Kongress der thrakischen Vertriebenenverbände im türkischen Edirne im Dezember 1918 gegründet. Der Sitz der Organisation befindet sich heute in der bulgarischen Hauptstadt Sofia. Die UdTV gibt die Zeitung Thrakija aus und verfügt über eine Jugend- und eine Frauenorganisation.

## Präsidenten
| Name                 | Zeit                                  |
| -------------------- | ------------------------------------- |
| Dimitar Michaltschew | 24. Dezember 1918 – 2. September 1923 |
| Nikola Dikow         | 2. September 1923 – 1. September 1925 |
| Dimitar Popnikolow   | 1. September 1925 – 13. Januar 1927   |
| Kosta Georgiew       | 13. Januar 1927 – 29. August 1932     |
| Iwan Ormandschiew    | 2. Oktober 1932 – 28. Februar 1936    |
| Konstantin Petkanow  | 4. Oktober 1944 – 24. Dezember 1944   |
| Nikola Spirow        | 24. Dezember 1944 – 24. Dezember 1961 |
| Lambi Danailow       | 24. Dezember 1961 – 8. Juli 1972      |
| Iwan Chariew         | 8. Juli 1972 – 1. Februar 1977        |
| Kostadin Karamitew   | 10. Januar 1990 – 11. Mai 2011        |
| Krassimir Premjanow  | 11. Mai 2011 –                        |